# Келерівка
Ке́лерівка (до 17 лютого 2016 року — Кірове) — село Кальчицької сільської громади Маріупольського району Донецької області в Україні. Відстань до Нікольського становить близько 38 км і проходить переважно автошляхом Т 0523.

## Населення
За даними перепису 2001 року населення села становило 205 осіб, із них 1,46 % зазначили рідною мову українську та 98,54 %— російську.